# Guarabione
Il Guarabione è un torrente del Piemonte che, dopo un breve tratto in provincia di Vercelli, bagna la parte sud-orientale della provincia di Biella per rientrare poi provincia di Vercelli nella parte più bassa del suo corso; è tributario del Cervo.

## Corso del torrente

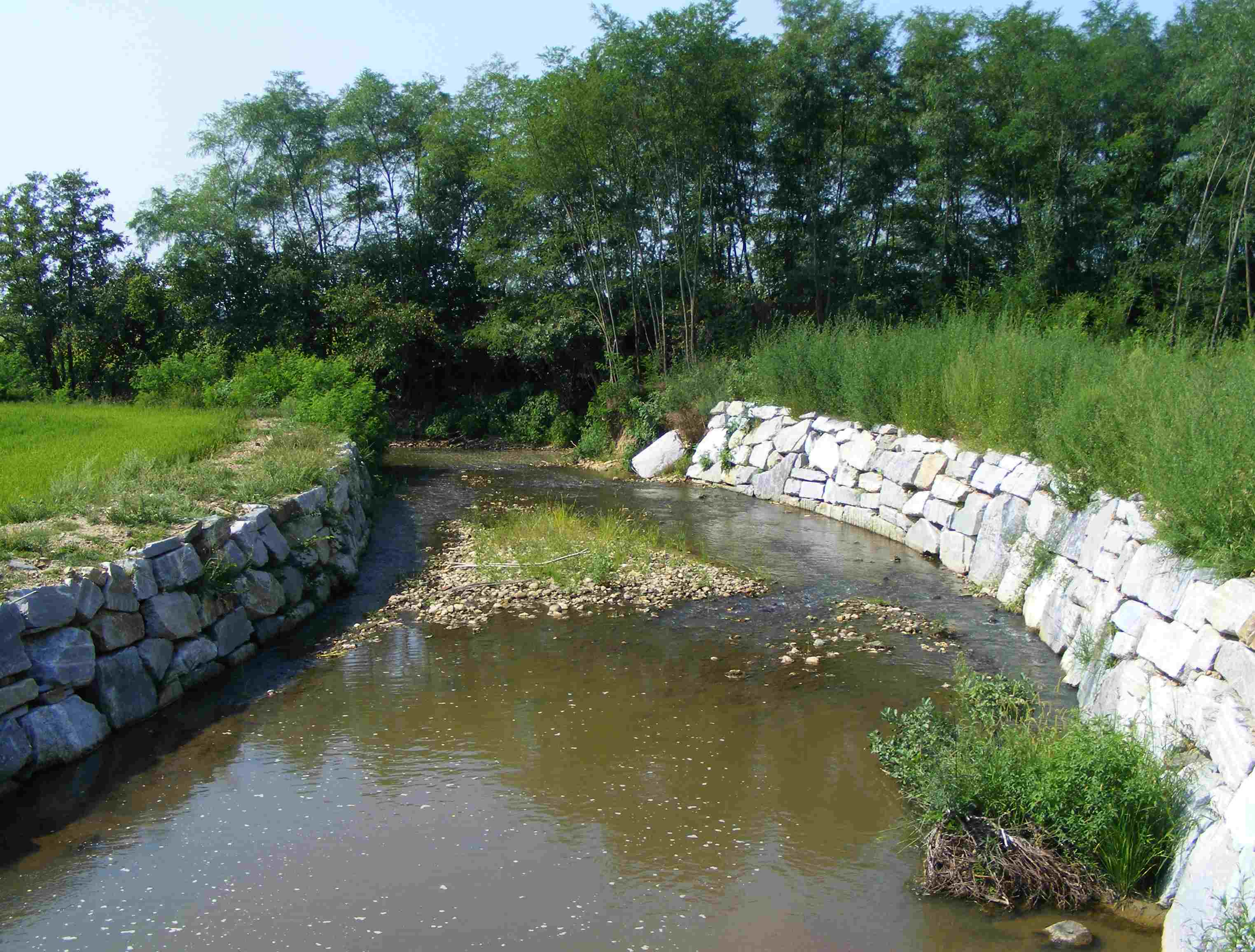
Il Guarabione presso Buronzo

Il corso d'acqua nasce poco a est del poggio su cui sorge il Santuario della Madonna degli Angeli, al confine tra i comuni di Brusnengo (BI) e di Roasio (VC).
Passato con andamento nord-sud nei pressi di Curavecchia (una delle frazioni di Roasio) riceve da destra le acque della Valle Camino; dopo essere stato scavalcato dalla dall'ex SS Biellese (ora SP 142) entra quindi nella Baraggia e segna per un tratto il confine tra le province di Biella e di Vercelli.
Il suo corso si divide in questa zona in due rami che corrono nettamente separati per vari km e si ricongiungono in comune di Masserano poco a monte dell'attraversamento della ferrovia Biella – Novara.
Segue un lungo tratto tra le risaie del basso Biellese al termine del quale il Guarabione rientra in provincia di Vercelli. Intersecata la Roggia di Buronzo confluisce infine nel Cervo attorno a quota 170 m s.l.m., in comune di Buronzo.

Una parte del corso del torrente è inclusa nella Riserva naturale orientata delle Baragge.

## Affluenti
Il Guarabione dopo un breve tratto collinare scorre nella pianura Biellese-Vercellese dove non riceve affluenti naturali di particolare rilievo.
Il più rilevante dei canali intersecati dal Guarabione è la Roggia di Buronzo, un cavo artificiale lungo 2,680 km che preleva acqua dal Cervo poco a sud di Castelletto Cervo.

## Utilizzi
Il torrente, in particolare nel suo lungo corso attraverso la pianura risicola subisce una serie di piccoli prelievi a scopo irriguo. 
 

Come nel caso dei vicini torrenti Rovasenda e Marchiazza la sua portata non è però sufficiente per sostenere l'irrigazione di grossi comprensori agricoli e il regime idrologico è troppo discontinuo per garantire contributi idrici costanti nel corso dell'anno.